# Referendum w Mołdawii w 1999 roku
Referendum w Mołdawii w 1999 roku odbyło się 23 maja. Referendum zostało zaproponowane przez ówczesnego prezydenta Republiki Mołdawii – Petru Lucinschi i dotyczyło zmiany systemu parlamentarno-gabinetowego na prezydencki. Przy frekwencji wynoszącej 58,3%, za zmianami opowiedziało się ponad 55% głosujących. Przeciwko proponowanym zmianom głosowało 30% biorących udział w referendum, przy czym prawie 200 tys. osób (prawie 14%) oddało nieważny głos. 

## Pytanie referendalne
Czy opowiadasz się za poprawką do Konstytucji która wprowadziłaby prezydencką formę rządów w Republice Mołdawii, w której prezydent stałby na czele rządu oraz odpowiadał za jego politykę? 

## Wyniki
| Wybór                             | Głosy     | %     |
| --------------------------------- | --------- | ----- |
| Za                                | 768 905   | 55,32 |
| Przeciw                           | 428 706   | 30,85 |
| Głosy nieważne                    | 192 210   | 13,83 |
| Łącznie                           | 1 389 731 | 100   |
| Zarejestrowani wyborcy/frekwencja | 2 382 457 | 58,3  |

## Po referendum
Pomimo faktu, iż proponowane zmiany weszły do mołdawskiego porządku prawnego, dzięki działaniom w parlamencie w 2000 roku Partii Komunistów Republiki Mołdawii oraz Sojuszu na rzecz Demokracji i Reform, wprowadzono poprawki konstytucyjne osłabiające pozycję prezydenta na rzecz parlamentu i rządu. Zmiany dotyczyły również procesu wyboru prezydenta. Poprawki konstytucyjne wprowadzone zostały 5 czerwca 2000 roku. Od tej pory prezydent Mołdawii miał być wybierany przez parlament. Za poprawkami głosowało 98 ze 104 mołdawskich posłów.